# Madonna col Bambino scrivente
La Madonna col Bambino scrivente è un dipinto a olio su tavola (61x41,6 cm) di Pinturicchio, databile al 1494-1498 circa e conservato nel Philadelphia Museum of Art.

## Descrizione e stile
L'opera deriva dal prototipo della Madonna della Pace di San Severino Marche (1490), semplificandolo per una committenza più modesta, probabilmente una famiglia privata, pur mantenendo l'autografia del maestro.
La Madonna è rappresentata a figura intera seduta su una sorta di cassa, mentre porge un libro al Bambino, in piedi su uno sgabello, che vi scrive sopra con un pennino. Le due figure sono plastiche e monumentali, con gesti e inclinazioni delle teste e dei corpi accuratamente calibrate. La stesura pittorica dei volti è morbidamente modulata da ombre e riflessi, rivelando una nuova attenzione allo sfumato di Leonardo da Vinci. Grande attenzione è riversata nella decorazione preziosa del dipinto, con i ricami dorati delle vesti (come la stella sul manto di Maria, tipico attributo che ricordava la cometa della Natività) e le perle sul vestito del Bambino. Gesù ha la compostezza di un adulto, sottolineata dalla veste da piccolo redentore, con una dalmatica e un pallio che vennero forse visti nei mosaici bizantini a Roma, in antitesi con gli esili veli coevi della scuola umbra e toscana. Le aureole sono composte da puntolini d'oro che risplendono diffusamente creando un vibrante pulviscolo luminoso, che accende la sostanza pittorica come in un'elaborata filigrana d'orefice. Lumeggiature dorate, oltre che negli abiti, si trovano anche nei capelli dei personaggi e nel paesaggio, soprattutto sulle foglie della vegetazione.
Nel dolce sfondo collinare si vede una piccola scena della fuga in Egitto e due alberi simmetrici che ordinano lo scorcio: quello di destra è una realistica palma, simbolo di martirio fin dall'epoca paleocristiana. Le colline, punteggiate da città e da altri segni della presenza umana, sfumano sullo sfondo in colori azzurrini per effetto della foschia.